# Presses universitaires de Pau et des Pays de l'Adour
Les Presses Universitaires de Pau et des Pays de l'Adour (PUPPA) sont la maison d'édition universitaire de l'Université de Pau et des pays de l'Adour (UPPA) dont le site principal est à Pau (Pyrénées-Atlantiques).

## Publications
Les PUPPA publient des travaux universitaires et scientifiques, dont des livres de référence au sein du monde universitaire, et contribuent ainsi au rayonnement scientifique et littéraire de l’UPPA.
Les PUPPA proposent trois grandes lignes éditoriales :

### Sciences Humaines
Ainsi, une collection de mémoires et thèses sur le Pays basque (sciences et langue) ;

### Lettres et Langues
Traduction du poète aragonais Ildefonso Manuel Gil ;
L'écrivain béarnais, prix Goncourt 1935, Joseph Peyré ;

## Collections
Les ouvrages publiés sont regroupés en collections, principalement :
- AnthropoSocius
- Archaia
- Cultures, Arts et Sociétés (CAS)
- Ébullition(s)
- École doctorale SSH (ED)
- Espaces, Frontières, Métissages (EFM)
- Figures de l'art (FA)
- Linguistique et littérature (LL)
- Rhétoriques des arts
- Spatialités
- Université en transition (UT)